# Chiesa di Sant'Antonio di Padova (Taormina)

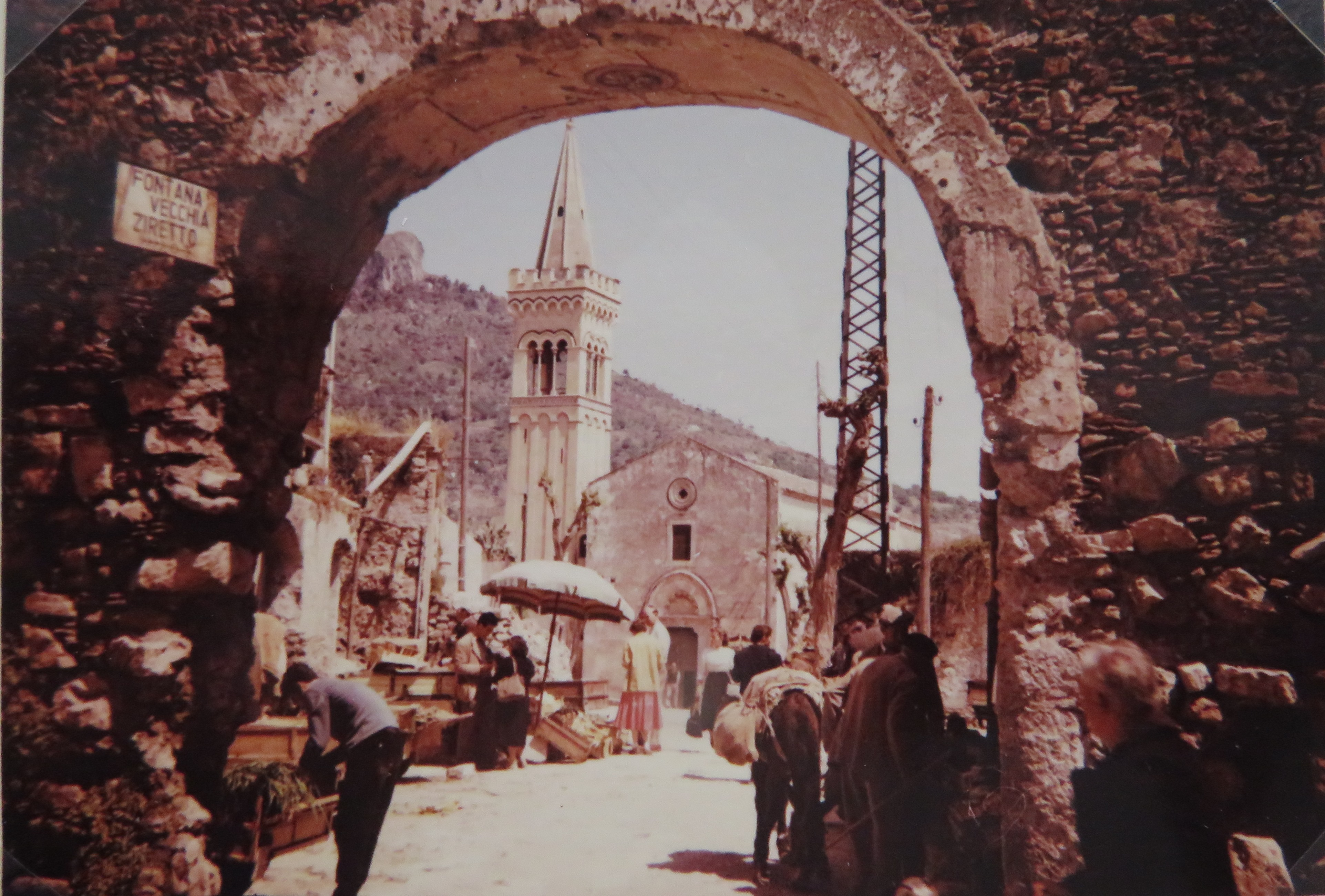
I Cappuccini visti dalla Circonvallazione. Foto d'epoca.

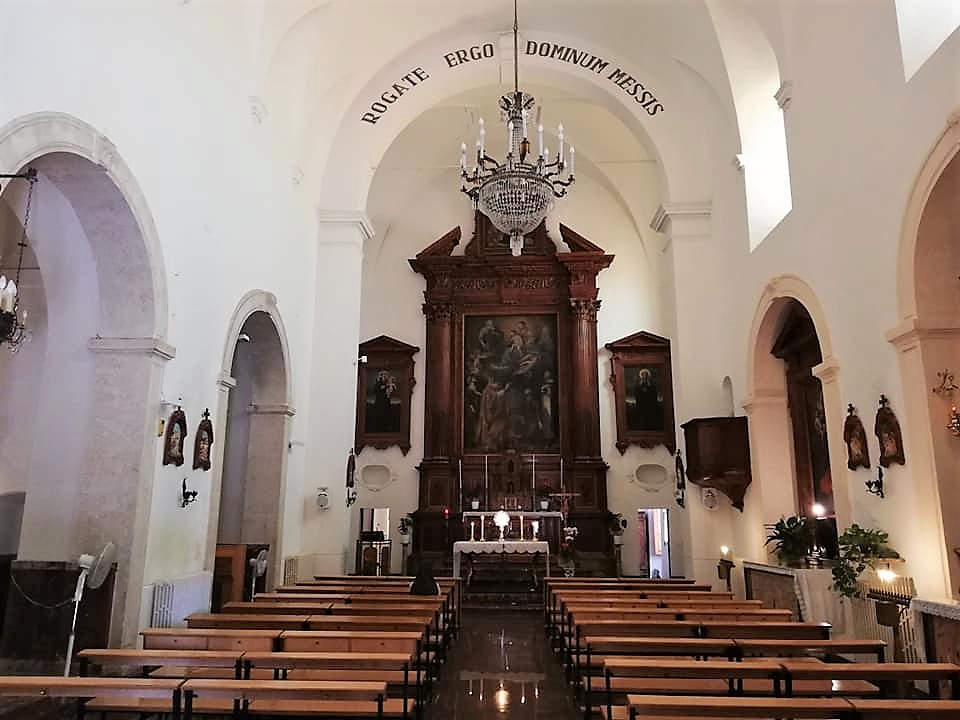
Navata.

La chiesa di Sant'Antonio di Padova è una chiesa di rito cattolico ubicato nel quartiere dei Cappuccini di Taormina. L'aggregato monumentale comprende il convento dell'Ordine dei frati minori cappuccini, Appartenente all'arcidiocesi di Messina-Lipari-Santa Lucia del Mela, vicariato di Taormina sotto il patrocinio di San Pancrazio Vescovo, arcipretura di Taormina, parrocchia di San Nicola di Bari.

## Storia

### Epoca aragonese
Primitiva chiesa di Santa Caterina d'Alessandria d'Egitto.

### Epoca spagnola
Insediamento dei religiosi dell'Ordine dei frati minori cappuccini a Taormina nel 1559.

### Epoca contemporanea
Restauri effettuati nel 1964.

## Interno
Impianto con grande aula centrale, altari addossati alla parete destra, ampie cappelle intercomunicanti sul lato sinistro.

### Parete destra
La parete presentava tre altari rimodulati durante i restauri effettuati nel 1964.
- Prima campata: Altare di Santa Maria Maddalena. L'ambiente dedicato a Santa Maria Maddalena, fu demolito per installare un confessionale. Sulla parete un quadro, pittura ad olio, di autore ignoto.
- Seconda campata: Altare di Sant'Antonio di Padova. La mensa ospita la statua di Sant'Antonio di Padova, fra il confessionale e l'altare è collocata la tomba di Filippo Sigismondo, barone di Weitershausen, capitano dell'esercito tedesco, morto nella battaglia di Francavilla di Sicilia, combattuta nel giugno 1719 fra spagnoli e tedeschi per il possesso dell'isola.
- Terza campata: Altare della Vergine Maria. Sulla parete il quadro ad olio di autore ignoto raffigurante la Vergine Maria col Bambino Gesù,  inginocchiato davanti San Felice da Cantalice che stringe al petto dei candidi gigli.

### Parete sinistra
La parete presenta tre cappelle intercomunicanti:
- Prima campata: Cappella del Santissimo Crocifisso. Sull'altare è collocato il Crocifisso disposto innanzi al dipinto Vergine Addolorata ed il discepolo prediletto San Giovanni Evangelista, in alto sono raffigurati i misteri dolorosi: l'Orazione di Gesù nell'orto di Getsemani, la Flagellazione, la Coronazione di spine, la Salita al Calvario, mentre il quinto mistero è rappresentato dal Crocifisso miracoloso. Durante l'eruzione dell'Etna del 1780, caratterizzata da scosse telluriche ed una grande siccità, il Crocifisso fu condotto in processione penitenziale, con generale concorso del popolo, del clero e dei magistrati. La processione giunta al monastero di Santa Maria di Valverde delle Suore Penitenziali Canossiane, in piazza Badia, dopo prediche, preghiere e suppliche, fece ritorno al luogo di partenza. Il rito ottenne la grazia invocata, l'Etna si placò, la pioggia cadde copiosa per più giorni, ponendo fine alla grave siccità che aveva colpito anche Taormina. I racconti tramandati dagli anziani ricordano che durante l'eruzione del 1693 il vulcano si era placato dopo una processione penitenziale effettuata con lo stesso miracoloso Crocifisso. Nel pavimento è presente un ossario comune. Sul varco di passaggio fra cappelle è collocato il quadro raffigurante Tre frati cappuccini, tra essi i beati Agatangelo da Vendôme e Cassiano da Nantes, martiri francesi in missione in Africa il 7 agosto 1638.
- Seconda campata: Cappella del Bambino di Praga già intitolato alla Vergine Bambina. Nel pavimento è ricavato un secondo ossario comune sulla cui apertura è incisa la data 1596. É presente una tomba con lapide recante la seguente iscrizione "Sebastiano Melita, nato a Gallodoro nel 1810 e morto a Letojanni il 3 maggio 1881".
- Terza campata: Cappella di San Lorenzo Martire. Alla parete il dipinto raffigurante San Lorenzo Martire nell'atto miracoloso di ridare la vista ad un cieco, attorno l'iscrizione "B. Laurentius caecos illuminavit et thesauros Ecclesiae dedit pauperibus".

### Altare maggiore
Sull'arco a tutto sesto che sovrasta l'altare campeggia l'invocazione: "Rogate ergo Dominum missis". L'altare maggiore ligneo è sovrastato da un grande quadro ad olio Vergine tra Santi, in esso sono raffigurati la Madonna col Bambino Gesù in alto, attorniata a destra da Sant'Anna e San Giuseppe a sinistra, nel registro centrale aleggiano due angeli, di cui quello a sinistra offre al Bambino Gesù la città di Taormina, nel registro inferiore a sinistra sono raffigurati Santa Caterina d'Alessandria accanto alla ruota del supplizio, e San Pancrazio, patrono di Taormina, abbigliato con paramenti vescovili, mentre a destra San Francesco d'Assisi genuflesso e San Domenico in piedi.
Opera dal frate cappuccino Umile da Messina realizzata intorno al 1646, il quale rappresentò San Pancrazio sotto le sembianze di padre Bonaventura arcidiacono di Taormina, ministro provinciale dei Ordine dei frati minori cappuccini. Ai lati i quadri raffiguranti rispettivamente Santa Chiara d'Assisi e Sant'Antonio di Padova.
Il tabernacolo dell'altare maggiore porta la data 1780 incisa sulla porticina.
A destra dell'altare c'è un piccolo pulpito ligneo a cui si accede per una scaletta incassata nel muro. Nell'ambiente è presente una tomba recante la seguente epigrafe: "Qui giace Giovanni Zuccaro Calanna, nato il 22 gennaio 1805 e morto il 30 ottobre 1864".

## Convento
Dal 12 gennaio 1902 Annibale Maria Di Francia fondatore delle Figlie del Divino Zelo istituisce e insedia nelle strutture conventuali l'Orfanotrofio antoniano femminile.